# Lorenz Snack - World
La Lorenz Snack - World è un'azienda tedesca produttrice di snack salati vari.

## Storia
L'azienda nasce nel 1889 quando il fondatore Hermann Bahlsen acquista ad Hannover un'azienda alimentare e così dà inizio alla produzione di prodotti alimentari con il suo marchio. Nel 1905 l'imprenditore innova la sua fabbrica introducendo la prima catena di montaggio per le confezioni nel vecchio continente.
Nel 1919 il fondatore muore. Con la seconda generazione la Lorenz conosce una forte modernizzazione e si arriva al 1951 con il primo impianto automatico per la produzione di patatine fritte per l'Europa.

### La nascita del marchio Lorenz snack
Nel corso degli anni l'azienda conosce una forte espansione e decide, quindi, di creare un marchio per gli snack salati e così nel 1999 viene creata la Lorenz Bahlsen Snack - Gruppe.
Nel 2001 il logo Bahlsen Picanterie viene sostituito da quello attuale ossia Lorenz - Snack World.

## Prodotti
Tra i vari prodotti quello di punta, della Lorenz, è costituito dalle arachidi ricoperte da un guscio al gusto di paprika, conosciute con il nome di Nic Nac's.